# Trichonta
Trichonta is een muggengeslacht uit de familie van de paddenstoelmuggen (Mycetophilidae).

## Soorten
- T. aberrans Lundstrom, 1911
- T. amica Gagne, 1981
- T. apicalis Strobl, 1898
- T. atricauda (Zetterstedt, 1852)
- T. beata Gagne, 1981
- T. bezzii Landrock, 1913
- T. bicolor Landrock, 1912
- T. bifida Lundstrom, 1909
- T. brevicauda Lundström, 1906
- T. brigantia Chandler, 1992
- T. canora Gagne, 1981
- T. cincta Johannsen, 1912
- T. clara Gagne, 1981
- T. clavigera Lundstrom, 1913
- T. clemens Gagne, 1981
- T. comica Gagne, 1981
- T. comis Gagne, 1981
- T. concinna Gagne, 1981
- T. conjungens Lundstrom, 1909
- T. chaoi Shaw, 1951
- T. delicata Gagne, 1981
- T. excisa Lundstrom, 1916
- T. eximia Gagne, 1981
- T. facilis Gagne, 1981
- T. falcata Lundström, 1911
- T. festa Gagne, 1981
- T. fidelis Gagne, 1981
- T. fissicauda (Zetterstedt, 1852)
- T. flavicauda Lundström, 1914
- T. foeda Loew, 1869
- T. fragilis Gagne, 1981
- T. fusca Landrock, 1918
- T. fusciventris Van Duzee, 1928
- T. generosa Gagne, 1981
- T. gentilis Gagne, 1981
- T. girschneri Landrock, 1912
- T. hamata Mik, 1880
- T. hungarica Landrock, 1925

- T. icenica Edwards, 1925
- T. justa Gagne, 1981
- T. languida Gagne, 1981
- T. laura Chandler & Ribeiro, 1925
- T. lucida Gagne, 1981
- T. lyrica Gagne, 1981
- T. melanura (Staeger, 1840)
- T. merita Gagne, 1981
- T. nigritula Edwards, 1925
- T. obesa Winnertz, 1863
- T. paraterminalis Zaitzev, 1999
- T. patens Johannsen, 1912
- T. perspicua Wulp, 1881
- T. pulchra Gagne, 1981
- T. salva Gagne, 1981
- T. secura Gagne, 1981
- T. sedata Gagne, 1981
- T. sedula Gagne, 1981
- T. serena Gagne, 1981
- T. subfusca Lundström, 1909
- T. submaculata (Stæger, 1840)
- T. subterminalis Zaitzev & Menzel, 1996
- T. terminalis (Walker, 1856)
- T. tristis (Strobl, 1898)
- T. trivittata Lundstrom, 1916
- T. venosa (Staeger, 1840)
- T. vitta (Meigen, 1830)
- T. vulcani Dziedzicki, 1889
- T. vulgaris Loew, 1869